# Distretto di Monastyryšče
Il distretto di Monastyryšče' (in ucraino Монастирищенський район?) era un distretto (rajon) dell'Ucraina, situato nell'oblast' di Čerkasy. Il suo capoluogo era Monastyryšče. È stato soppresso con la riforma amministrativa del 2020.